# Trichomalus statutus
Trichomalus statutus är en stekelart som först beskrevs av Förster 1841.  Trichomalus statutus ingår i släktet Trichomalus, och familjen puppglanssteklar. Arten är reproducerande i Sverige.